# Raspes
Les Raspes [ʁasp] sont des défilés encaissés et relativement sauvages, où serpente le Tarn domestiqué sous la forme de plusieurs réservoirs dévolus à l'exploitation de l'énergie hydraulique. Ils forment la limite sud du Lévézou et la limite nord du pays Saint-Affricain. Ce territoire très abrupt présente une faune et une flore exceptionnelles et est parcouru par une multitude de cascades et de ruisseaux.

## Étymologie
« Raspes » est une graphie francisée de « raspas » en rouergat.

## Situation géographique
Les Raspes constituent une fraction sud du Massif central et se situent dans le sud du département de l'Aveyron, 30 km en aval de la ville de Millau et à 20 km de la ville de Saint-Affrique et jusqu'à la limite entre les départements du Tarn et de l'Aveyron. Plus précisément entre le Mas de Lanauq sur la commune du Viala-du-Tarn et le bourg de Broquiès.

## Les communes des Raspes
- Ayssènes
- Broquiès
- Brousse-le-Château
- Les Costes-Gozon
- Lestrade-et-Thouels
- Saint-Rome-de-Tarn
- Le Truel
- Saint-Victor-et-Melvieu
- Viala-du-Tarn

## Histoire
De nombreux châteaux médiévaux dominent ce défilé, comme le château des Costes-Gozon ou le château de Brousse.

## Économie
Trois barrages hydroélectriques ont été construits sur le Tarn pour exploiter ce relief très prononcé : d'amont vers l'aval, le barrage de Pinet, le barrage du Truel (ou du Pouget) et le barrage de la Jourdanie.

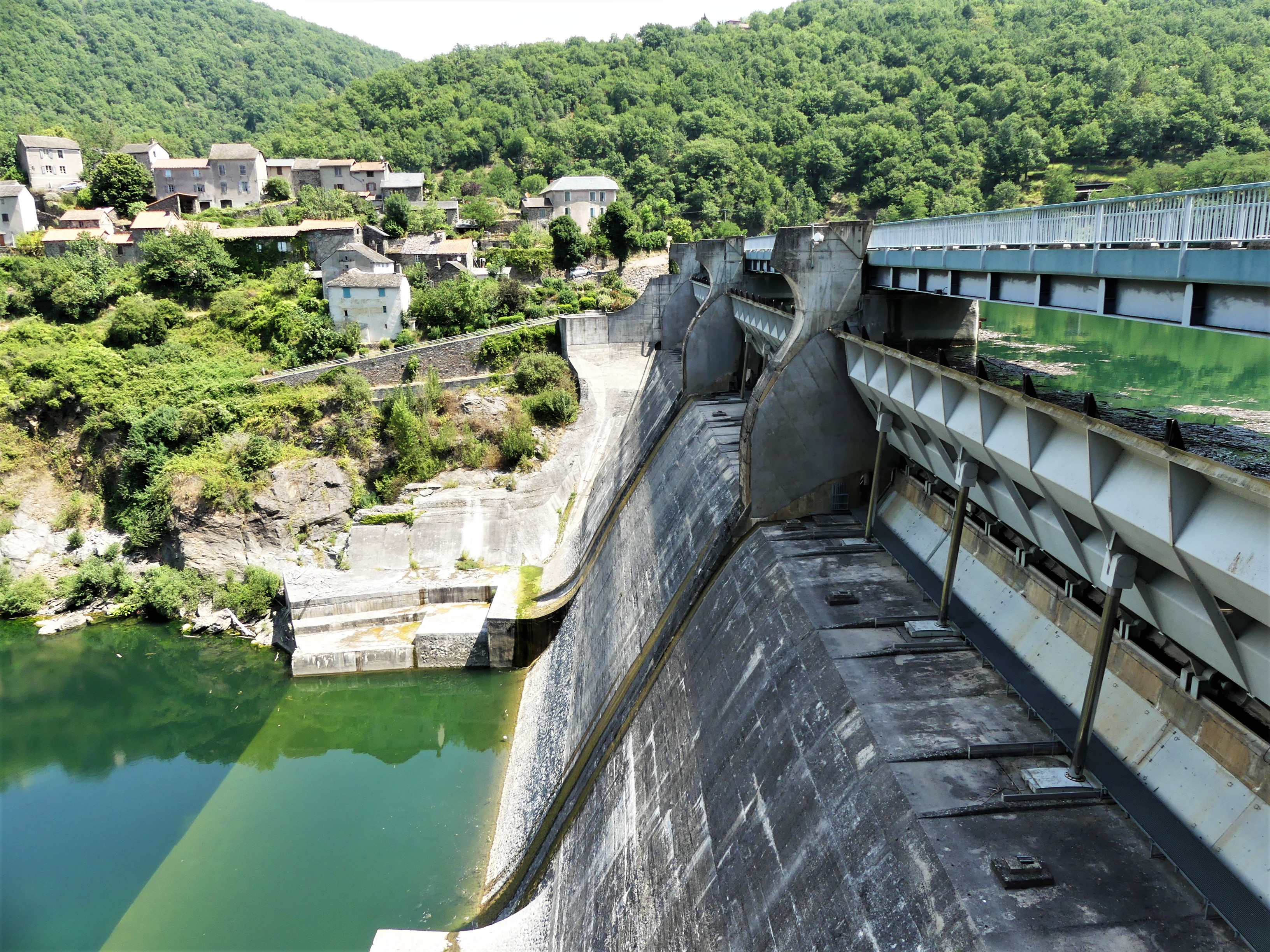
Le barrage de Pinet.
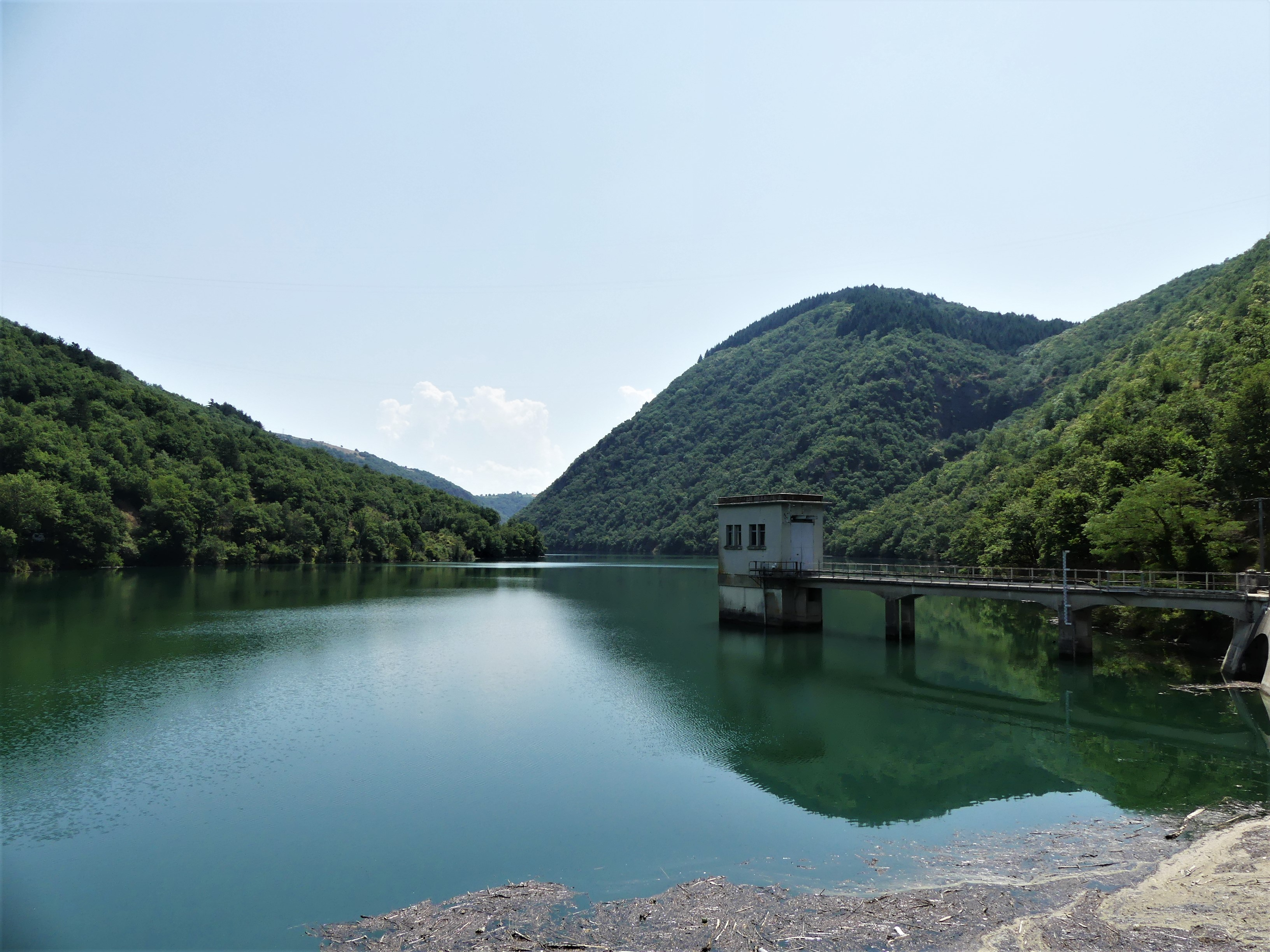
Sa retenue.
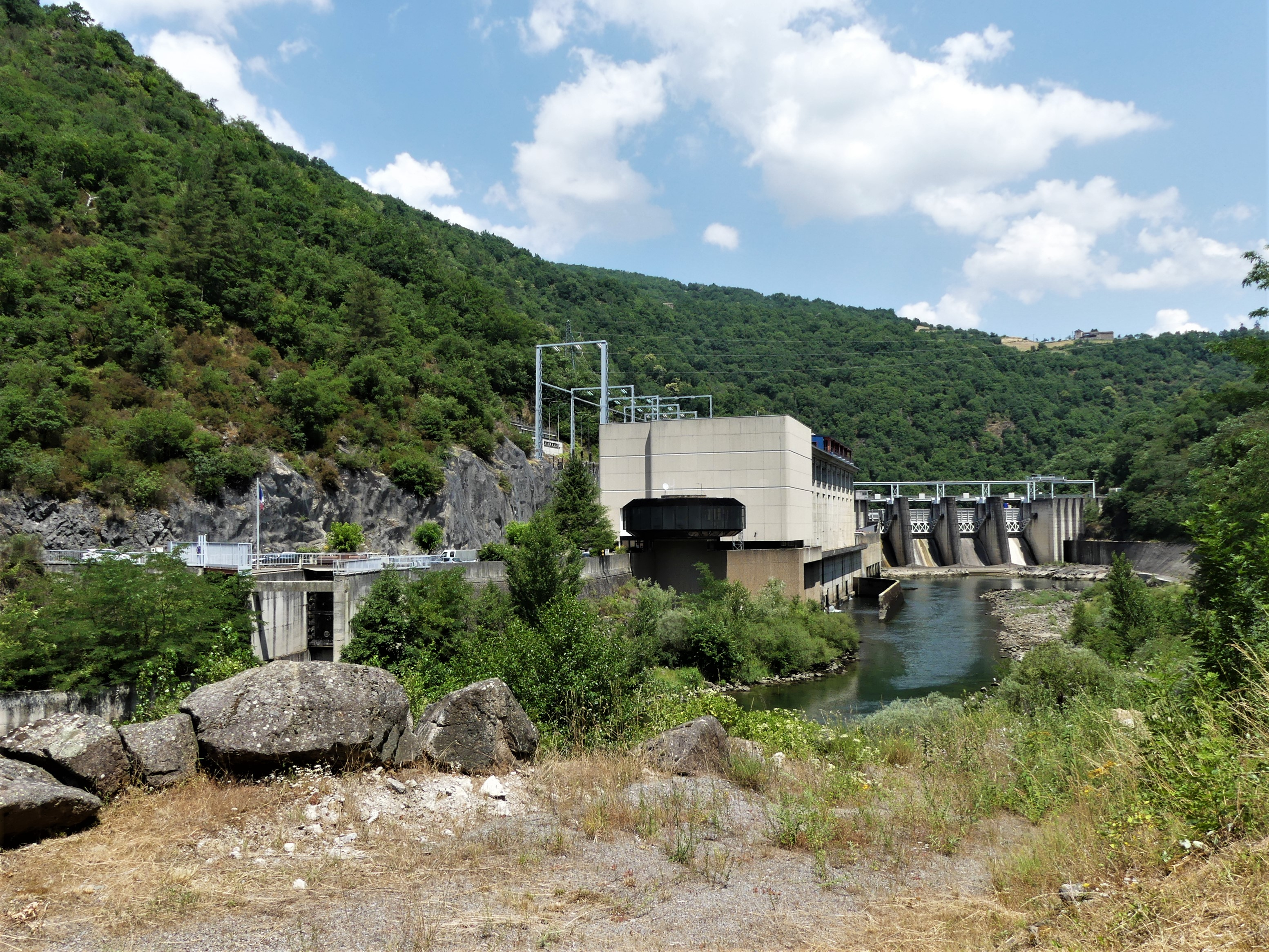
Le barrage du Truel et la centrale du Pouget.
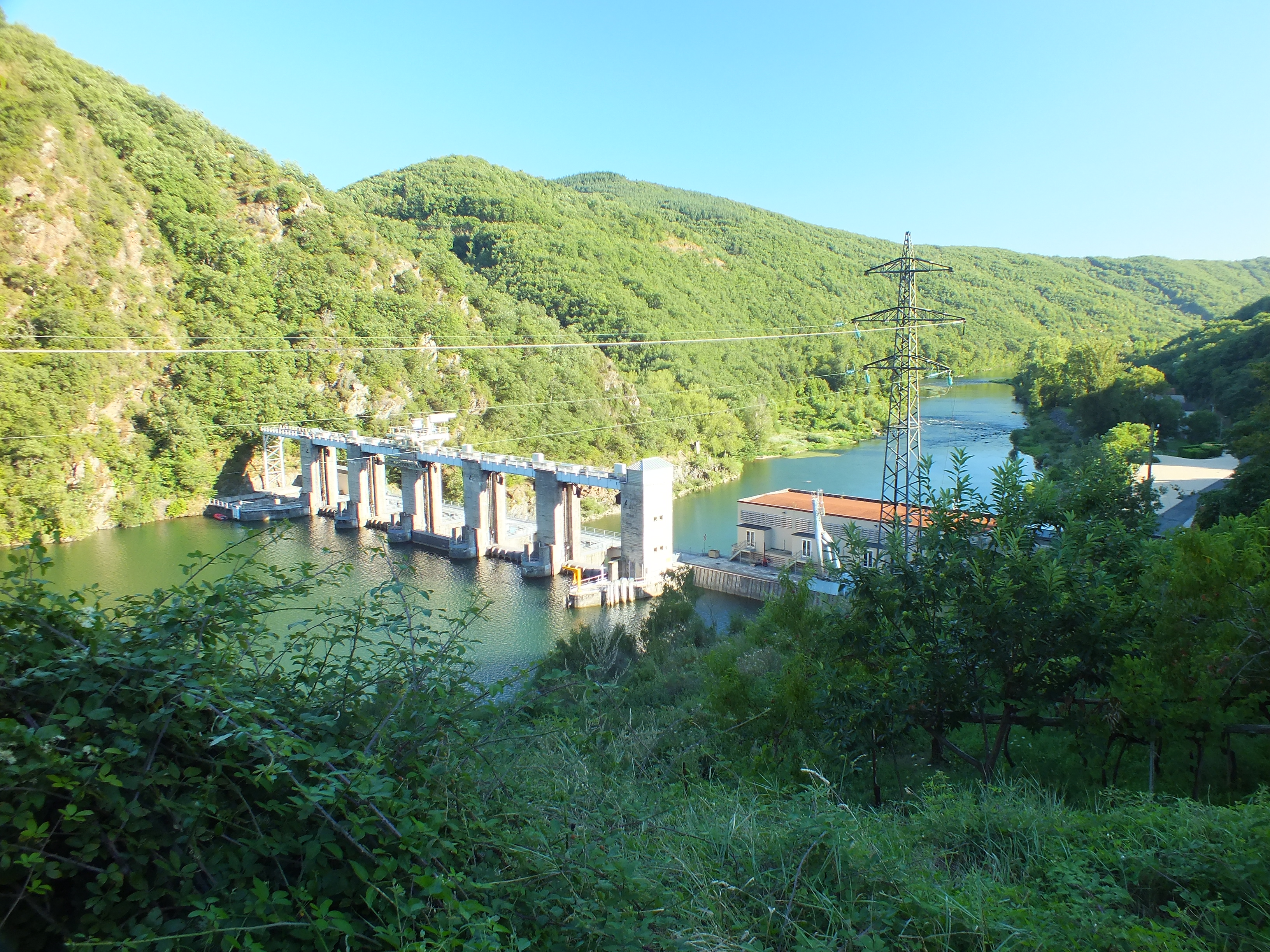
Le barrage de la Jourdanie.
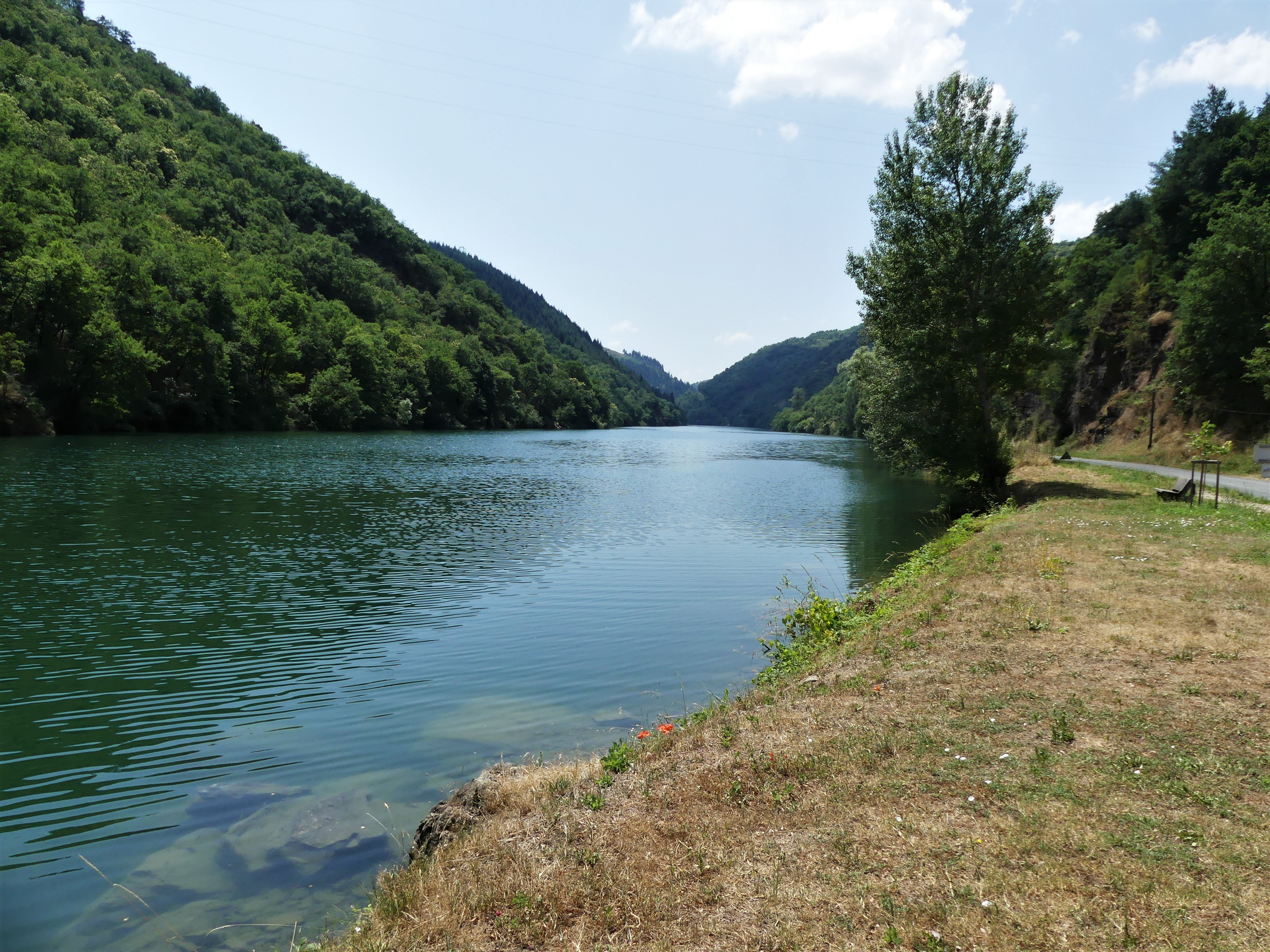
Sa retenue.

En dehors des Raspes, le barrage de la Croux se situe plus en aval, toujours dans des gorges resserrées.

## Faune et flore
(décembre 2018).
- Flore
  - Genêt
  - Châtaignier
  - chêne
  - merisier
  - noisetier
  - noyer

- Faune 
  - anguille (disparue pour cause de barrage EDF)
  - saumon (disparu pour cause de barrage EDF)
  - Truite fario (population dégressive, qualité de l'eau insuffisante due aux barrages EDF)
  - carpe (en augmentation)
  - brème (en augmentation)
  - sandre
  - perche
  - brochet (population dégressive, fort marnage dû aux barrages EDF empêchant la reproduction)
  - cormoran
  - martin pêcheur
  - pic vert
  - huppe
  - Héron cendré
  - chevreuil
  - cerf
  - sanglier
  - genette
  - fouine
  - castor
  - rat musqué
  - ragondin
  - écrevisse